# 노바 (샘 알렉산더)
노바(영어: Nova), 본명 샘 알렉산더(Sam Alexander)는 마블 코믹스의 슈퍼히어로 캐릭터이다. 노바 군단의 일원으로, 지구의 전 노바 리처드 라이더의 뒤를 이은 새로운 노바이다. 2011년 11월 《마블 포인트 원》에 처음 등장했고, 제프 로브와 에드 맥기니스가 공동 창작하였다. 이름은 제프 로브의 아들의 이름 샘에서 따왔다.

## 담당 성우

### TV 애니메이션
- 얼티밋 스파이더맨(2012) - 로건 밀러

### 비디오 게임
- 레고 마블 어벤저스(2016) - 앤서니 델리오